# سلامان و ابسال در چهارده روایت
سلامان و آبسال در چهارده روایت عنوان کتابی از سید حسن امین فیلسوف، حقوقدان، شاعر و ادیب ایرانی است که شامل چهارده روایت از اسطوره ای رمزی و عاشقانه در فرهنگ ایرانی است.

## موضوع کتاب
سلامان و آبسال، داستانی رمزی و تمثیلی است که در تمدن یونانی ریشه دارد ولی در فضای فرهنگ ایرانی پرورده یافته است. سید حسن امین با شرح نکات برجسته و با رمزگشایی از عناصر داستان، ادبیات تطبیقی و کلیاتی در باب روایات را مطرح نموده‌است؛ این کتاب چهارده روایت متفاوت از حکایت سلامان و ابسال است که از فرهنگ یونانی به تمدن ایرانی منتقل شده‌است. ۱۲۰۰ سال پیش یکی از دانش آموختگان جندی شاپور یکی از این روایت‌ها را از یونانی به عربی برگرداند و در پی آن حکیم ابوعلی سینا و خواجه نصیرالدین طوسی هر یک کتاب مستقلی بر آن نوشتند.

## بخش‌های کتاب
این کتاب شامل نوزده بخش است؛ در ابتدا به اسطوره فلسفی و داستان رمزی سلامان و ابسال و چهره‌ها و عناصر درونی داستان اشاره دارد ؛ بخش‌های بعد نیز روایات یونانی و روایت‌های ایرانی به گزارش ابن سینا، خواجه نصیر، عبدالرحمان جامی، قطب الدین اشکوری، محمود بن میرزا علی رنانی اصفهانی و ابوالقاسم سحاب را در بر می‌گیرد.